# Betanin
Betanin (auch Betanoin, Betenrot oder umgangssprachlich Beetenrot) ist ein natürlich vorkommender roter Farbstoff. Strukturverwandte, niedermolekularere Verbindungen sind Chelidamsäure und 5,6-Dihydroxyindol-2-carbonsäure.

## Vorkommen

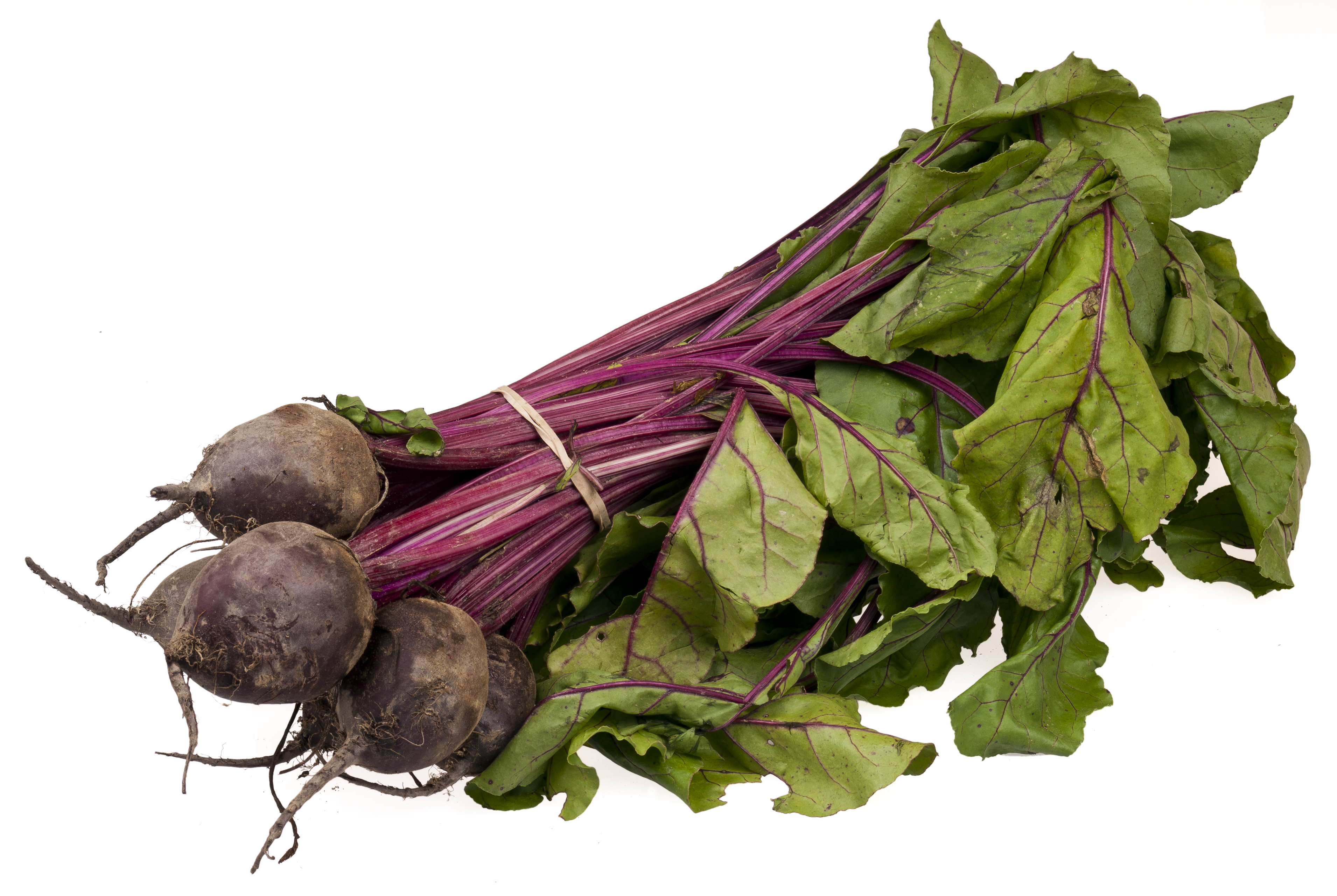
Rote Rüben (Beta vulgaris)

Der Farbstoff findet sich vor allem in der Roten Rübe (Beta vulgaris), aber auch in den Blüten und Früchten anderer Pflanzen. Betanin zählt zur Gruppe der Betalaine und deren Untergruppe der Betacyane.

## Eigenschaften und Verwendung
Das Glycosid Betanin ist ein gut wasserlöslicher Farbstoff, der empfindlich auf Licht und Wärme reagiert. Kinetische Untersuchungen zum Farbverlust beim Erhitzen in wässriger Phase deuten auf überwiegend oxidativen Abbau.
Die Farbe einer Lösung der Verbindung in Wasser hängt vom pH-Wert ab und kann daher als pH-Indikator dienen: Im stark sauren pH bis 2 ist die Lösung violett; bei pH 4 erfolgt ein Farbumschlag nach rot. Im stark basischen Bereich schlägt die Farbe unter Hydrolyse der glycosidischen Bindung in gelblich-braun um. Dabei entstehen das Aglycon Betanidin und Glucose.
Betanin ist unter der Bezeichnung „E 162“ als Lebensmittelzusatzstoff zugelassen und wird als Lebensmittelfarbe für Fruchtzubereitungen und -gelees, Molkereiprodukte (Joghurt), Saucen, Süßigkeiten (Kaugummi, Speiseeis), Würzmittel (Essig), Marmelade, Frühstücksgetreideprodukte u. a. Lebensmittel verwendet. Betanin hat nahezu kein Potenzial als allergieauslösender Stoff.

## Struktur
Die erste Trennung, Kristallisation und Strukturanalyse des Betanins wurde 1957 von Hugo Wyler und André Dreiding berichtet. Frühere Versuche der Strukturaufklärung, unter anderem durch Robert Robinson, waren erfolglos geblieben.